# Jonatan Lundberg
För andra personer med liknande namn, se Jonathan Lundberg.
Bengt Yngve Jonatan Lundberg, född Åslund 11 augusti 1979 i Långsele i Ångermanland, är en svensk musiker, musikproducent och skådespelare. Han har släppt musik som soloartist under nament Jester och som sångare i bandet The Universe. Tillsammans med Magnus Ekelund har han producerat Jakob Hellmans album Äntligen borta som släpptes den 8 januari 2021.

## Filmografi
- 1997 – Vildängel
- 1999 – Lusten till ett liv
- 2000 – Knockout
- 2003 – Fan ta dom